# PelleK
Per Fredrik Åsly (Sandefjord, Noruega;  21 de diciembre de 1986), más conocido como PelleK, es un cantautor, actor y youtuber noruego popular por alcanzar las cuatro octavas en su rango vocal.

## Biografía
Åsly nació y creció en la costa de Sandefjord. De niño, participó en varios programas de la televisión noruega. Realizó varios trabajos durante su adolescencia tras finalizar sus estudios, y al mismo tiempo escribía canciones y las compartía a través de internet, por lo que su popularidad en Noruega aumentó a gran escala. También se dedicó al gimnasio y a entrenarse en artes marciales como el muay thai, entre otros.
Empezó una relación sentimental con la modelo noruega Stina Bakken en 2016 y siguen juntos en la actualidad.
A sus 22 años Asly ingresó al ejército Norteamericano por medio de intercambios militares internacionales.
Completo misiones de ayuda en países como Haití, Sudán, Pakistán, entre otros.

## Carrera
Tras volverse sumamente popular en Noruega y en el resto del mundo gracias a su canal de YouTube. PelleK se unió a la banda británica Damnation Angels como vocalista principal. Participó en varios programas de TV noruegos, mientras seguía subiendo covers de heavy metal a YouTube. En 2016 protagonizó la película Creators: The Past, también en ese año fue miembro de apoyo de la banda británica DragonForce.
Siguió realizando sencillos e incluso realizó varias colaboraciones con distintos músicos y bandas de rock y metal, como Charlie Parra del Riego, ReinXeed, Amanda Somerville, Avantasia, Kamelot, Oliver Hartmann, At Vance, entre otros.
Su carrera como solista dio como resultado su primer álbum de estudio Bag of Tricks en 2012 y en 2013 lanzó Ocean of Opportunity y Christmas With Pellek. En 2018 lanzó el álbum  Absolute Steel.

## Discografía
| Año  | Álbum                 | Discografía       |
| 2012 | Bag of Tricks         | Liljegren Records |
| 2013 | Ocean of Opportunity  | Independiente     |
| 2013 | Christmas with PelleK | Independiente     |
| 2014 | Cloud Dancers         | Independiente     |
| 2018 | Absolute Steel        | Independiente     |

## Filmografía

### Cine
| Año  | Película           | Papel         |
| 2016 | Creators: The Past | Alex Huntsman |
| 2018 | Infisert           | Alec Krohn    |

### Televisión
| Año  | Serie                         | Papel    | Notas       |
| 2013 | Vikingos                      | Envoy    | 3 episodios |
| 2015 | Senkveld med Thomas og Harald | Él mismo | Un episodio |
| 2015 | Skal vi danse                 | Él mismo | Un episodio |

### Soundtrack
| Año  | Obra                                   | Canción        |
| 2014 | Teenagers With Attitude (cortometraje) | Tema principal |
| 2015 | League of Legends (videojuego)         | Heartslayer    |
| 2015 | Lord of Vermilion Arena (videojuego)   | Tema principal |